# Vestfold
Vestfold este o provincie din Norvegia.

## Comune
1. Hof
2. Holmestrand
3. Horten
4. Lardal
5. Larvik
6. Nøtterøy
7. Re
8. Sande
9. Sandefjord
10. Stokke
11. Svelvik
12. Tjøme
13. Tønsberg